# Camí Vell de la Selva
El Camí Vell de La Selva, o Camí de La Selva és un camí del terme de Reus que unia, i en alguns trams encara uneix, aquesta ciutat amb La Selva del Camp.
Sortia antigament pel portal de l'Hospital, on ara hi ha la plaça de la Sang, si més no, a partir del segle xvi. Abans pujava per la Riera de Miró. Actualment el trobem passada la via del tren a Barcelona, circula per la banda nord de la Urbanització de Sant Joan i s'endinsa a la Partida dels Estellers. Travessa la Riera de la Vidaleta i quan és vora el Mas de la Llebre, fa un tram de frontera entre el terme de Reus i el d'Almoster, i seguidament s'interna en aquell terme. El camí en aquest punt té un trencall, ara perdut i embrossat però encara visible, que s'agafava en direcció nord i que conduïa a Almoster, un camí important que també s'havia conegut com a "camí dels Capellans", molt usat quan Almoster formava part del terme de Reus. El camí vell de la Selva segueix cap a l'est i entra més tard al terme de La Selva, i quasi a tocar d'aquesta població, s'ajunta a la carretera de Constantí a la Selva i a Alforja, per on s'arriba al poble, on a l'entrar es troba l'antic camí que pujava de Constantí i de Tarragona, l'últim tram del qual s'ha convertit en carretera de la Selva. Hi ha una rotonda i una creu de padró, que abans presidia la cruïlla de camins.
A partir del 1464 ja se'l qualificava de "camí vell".